# Mathieu de Foix-Comminges

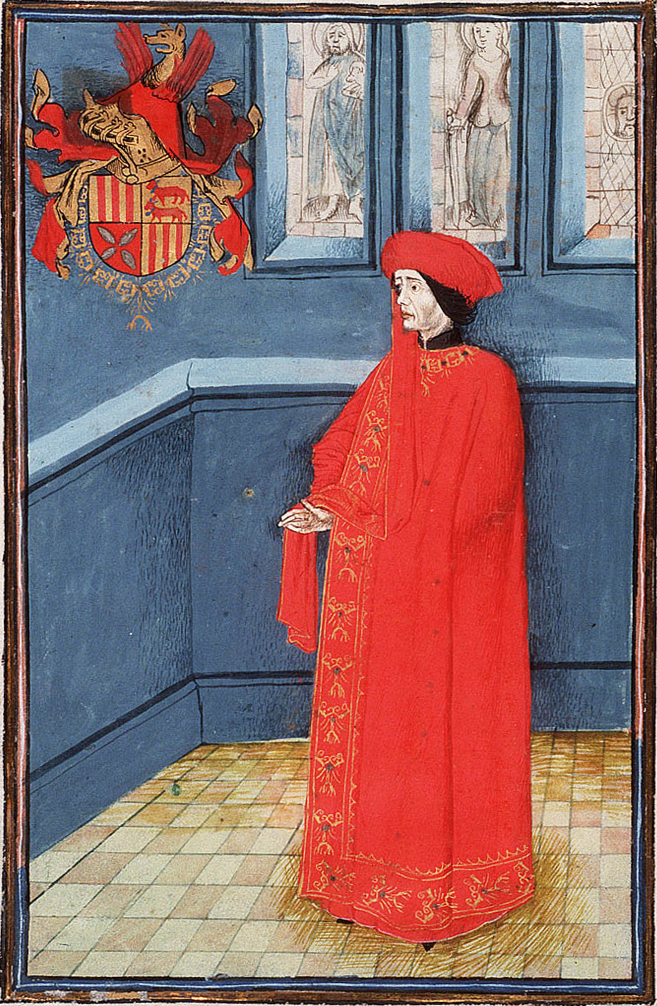
Mathieu de Foix-Comminges im Wappenbuch des Ordens vom Goldenen Vlies (Den Haag, KB, 76 E 10)

Mathieu de Grailly oder Mathieu de Foix (* um 1389; † Dezember 1453) war Graf von Comminges von 1419 bis 1443. Er ist ein Sohn von Archambaud de Grailly, Captal de Buch, und Isabelle de Foix-Castelbon, Gräfin von Foix, Kofürstin von Andorra, Vizegräfin von Béarn, Marsan und Castelbon.

## Leben
Vermutlich wie sein älterer Bruder Jean am französischen Hof erzogen, wurde er 1419 zum Ritter geschlagen. Er schloss sich Johann Ohnefurcht, Herzog von Burgund an. Als Belohnung für seine Treue erhielt er von König Karl VI., dem Verbündeten des burgundischen Herzogs Philipp der Gute, die Vizegrafschaft Narbonne, die dieser Guillaume II., einem Parteigänger des Dauphin, abgenommen hatte. Er konnte jedoch die Vizegrafschaft nicht in Besitz nehmen, da die Stadt Narbonne auf Seiten des Dauphins stand.
Er heiratete am 16. Juli 1419 Marguerite de Comminges (* 1365; † nach 6. Juni 1443), Tochter von Graf Pierre Raimond II., die 20 Jahre älter als er war und die ihren zweiten Ehemann Jean II. d’Armagnac, Vicomte de Fézensaguet et de Brulhois, im Gefängnis hatte ermorden lassen. Da er ein ähnliches Schicksal fürchtete, ließ er sie einige Monate nach der Hochzeit in der Burg Bramevaque einsperren und regierte die Grafschaft Comminges danach alleine.
Im Gefolge seines Bruders verließ er das burgundische Lager und schloss sich nach einem Pardon ("Lettres de rémission" vom 6. Januar 1425) Karl VII. an; in dessen Dienst war er von 1426 bis 1428 Gouverneur der Dauphiné. Nach dem Tod seines Bruders Jean 1436 übernahm er die Vormundschaft für seinen Neffen Gaston IV.; 1439 erkaufte er den Abzug des Söldnerführers Rodrigue de Villandrando, der mit seinen Männern die Grafschaft Foix verwüstet hatte.
In Comminges wandten sich in dieser Zeit die unzufriedenen Untertanen an König Karl VII. und verlangten die Rückkehr der Gräfin Marguerite, deren Freilassung der König anordnete. Mathieu weigerte sich und ließ Marguerite nach Foix verlegen. Er wechselte erneut die Seiten und wurde 1440 in den Orden vom Goldenen Vlies aufgenommen. Karl VII. stellte die Grafschaft Comminges deswegen unter Zwangsverwaltung durch Jean IV. d’Armagnac. 1441 brach daraufhin ein Krieg zwischen den Grafen von Foix und Jean d’Armagnac aus, der im Jahr 1442 durch den Feldzug gegen die Engländer unterbrochen wurde. Nach diesem Feldzug ordnete Karl VII. am 17. Januar 1443 erneut die Freilassung Marguerites an, und dieses Mal unterwarf sich Mathieu (9. März 1443). Marguerite starb kurze Zeit später (zwischen 6. Juni und Oktober) und hinterließ, da sie keine Nachkommen hatte, die Grafschaft Comminges der Krone.
1446 (Ehevertrag vom 27. April 1446) schloss Mathieu de Foix mit Catherine de Coarraze (* 1431, † nach 1453), Tochter von Raymond Arnaud II., Baron d’Aspet et de Coarraze, eine zweite Ehe. Mit ihr hatte er drei Töchter:
- Jeanne, ⚭ (Ehevertrag vom 17. Juni 1460) Jean de Carmain et de Foix, 1. Comte de Carmain, 1511 bezeugt
- Marguerite, ⚭ (Ehevertrag vom 5. November 1471) Antoine de Bonneval, Gouverneur von Limousin
- Jeanne die Jüngere

Außerdem hatte er mit Ismène de Betsagna zwei uneheliche Kinder:
- Jean, 1436 Bischof von Comminges
- Catherine, ⚭ Jean de Castel-Verdun, Seigneur de Caumont

1449 nahm Mathieu an der Seite seines Neffen Gaston IV. an der Belagerung von Mauleón teil. Er starb vier Jahre später. Seine Witwe heiratete dann Jean de Caraman.